# قرآن پیروز
قرآن پیروز (به کردی: ق‍ورئ‍ان‍ی پ‍ی‍روز) عنوانِ ترجمه و تفسیر قرآن به زبان کردی است که توسط شاعر، نویسنده و مترجم کرد ایرانی عبدالرحمان شرفکندی (هژار) نوشته شده‌است. این کتاب در سال ۱۳۷۹–۸۰ در ۱۲۰۸ صفحه (۶۰۴ صفحهٔ متقابل)، با مقابله و تصحیح محمدهادی مرادی و ویرایش محمدماجد مردوخ روحانی، توسط دو انتشارات «تازه نگاه» و «احسان» منتشر شده‌است.